# Shall We Dance? (film, 1996)
Pour les articles homonymes, voir Shall We Dance?.
Cet article concerne le film de Masayuki Suo. Pour le film de Peter Chelsom, voir Shall We Dance?.
Pour plus de détails, voir Fiche technique et Distribution.
Shall We Dance? (Shall we ダンス?) est un film japonais réalisé par Masayuki Suo, sorti en 1996.

## Synopsis
Shohei, un homme d'affaires, vit une vie confortable avec sa très gentille femme et une fille adorable. Tout semble parfait, mais il a l'impression que quelque chose lui manque. Dans le train du retour après une longue journée de travail, il aperçoit une femme magnifique à l'air pensif par la fenêtre d'une salle de danse. Intrigué, et cherchant une façon de la rencontrer, il commence à prendre des cours de danse et trouve une chose à laquelle il ne s'attendait pas...

## Fiche technique
- Titre : Shall We Dance?
- Titre original : Shall we ダンス? (Shall we dansu?)
- Réalisation : Masayuki Suo
- Scénario : Masayuki Suo
- Production : Kazuhiro Igarashi, Katō Hiroyuki, Shōji Masui, Yuji Ogata, Shigeru Ohno et Yasuharu Urushido
- Musique : Yoshikazu Suo
- Photographie : Naoki Kayano
- Montage : Junichi Kikuchi
- Pays d'origine : Japon
- Langue : Japonais
- Format : Couleurs - 1,85:1 - Dolby Surround - 35 mm
- Genre : Comédie
- Durée : 136 minutes
- Date de sortie : 
  - 27 janvier 1996 (Japon)

## Distribution
- Kōji Yakusho : Shohei Sugiyama
- Tamiyo Kusakari : Mai Kishikawa
- Naoto Takenaka : Tomio Aoki
- Eriko Watanabe : Toyoko Takahashi
- Yu Tokui : Tokichi Hattori
- Hiromasa Taguchi : Masahiro Tanaka
- Reiko Kusamura : Tamako Tamura
- Hideko Hara : Masako Sugiyama
- Hiroshi Miyasaka : Macho
- Kunihiko Ida : Teiji Kaneko
- Amie Toujou : Hisako Honda
- Ayano Nakamura : Chikage Sugiyama
- Katsunari Mineno : Keiri-kachō
- Tomiko Ishii : Haruko Haraguchi
- Maki Kawamura : Eiko Miyoshi

## Autour du film
- Un remake américain homonyme, réalisé par Peter Chelsom, est sorti en 2004 avec dans les rôles principaux, Richard Gere, Jennifer Lopez et Susan Sarandon. Ce dernier a commercialement mieux marché que l'original (57 millions de dollars américains contre 9,4 millions), mais n'a remporté aucun prix[1].
- Dans la version américaine, diffusée dans de nombreux pays, le film a été raccourci de vingt-six scènes et ne fait plus que 118 minutes.

## Récompenses
- Prix du meilleur acteur (Kōji Yakusho), du meilleur film et du meilleur second rôle féminin (Eriko Watanabe), lors des Hochi Film Awards 1996.
- Nomination au prix du meilleur second rôle féminin (Reiko Kusamura), lors des prix de l'académie japonaise de 1997.
- Prix du meilleur acteur (Kōji Yakusho), meilleure actrice (Tamiyo Kusakari), meilleure direction artistique (Kyōko Heya), meilleure photographie (Naoki Kayano), meilleur réalisateur, meilleur montage (Junichi Kikuchi), meilleur film, meilleure musique, meilleur éclairage (Tatsuya Osada), meilleur scénario, meilleur son (Kiyoshi Yoneyama), meilleur second rôle masculin (Naoto Takenaka) et meilleur second rôle féminin (Eriko Watanabe), lors des prix de l'académie japonaise de1997.
- Prix du meilleur acteur (Kōji Yakusho) et du meilleur second rôle féminin (Eriko Watanabe), lors des Blue Ribbon Awards 1997.
- Nomination au prix du meilleur film étranger, lors des Boston Society of Film Critics Awards 1997.
- Prix du meilleur film, lors du Festival international du film de Cleveland 1997.
- Prix du meilleur nouveau réalisateur, lors du Festival international du film de Seattle 1997.
- Prix du meilleur acteur (Kōji Yakusho), meilleur film, meilleure nouvelle actrice (Tamiyo Kusakari), meilleur scénario et meilleur second rôle féminin (Reiko Kusamura), lors des Kinema Junpo Awards 1997.
- Prix du meilleur acteur (Kōji Yakusho), meilleur réalisateur, meilleur film, meilleur scénario et meilleur second rôle féminin (Reiko Kusamura), lors du Mainichi Film Concours 1997.
- Prix du meilleur film étranger, lors des National Board of Review et Society of Texas Film Critics Awards 1997.
- Prix du meilleur film étranger, lors des Broadcast Film Critics Association Awards, Florida Film Critics Circle Awards, Golden Satellite Awards, Las Vegas Film Critics Society Awards, Online Film Critics Society Awards et Southeastern Film Critics Association Awards 1998.
- Mention spéciale, lors du Festival international du film de Flandre 1998.
- Prix du meilleur film étranger, lors des London Critics Circle Film Awards 1999.
- Nikkan Sports Film Award du meilleur film en 1996.